# Ptilocleptis tomentosa
Ptilocleptis tomentosa is een vliesvleugelig insect uit de familie Halictidae. De wetenschappelijke naam van de soort is voor het eerst geldig gepubliceerd in 1978 door Michener.